# Andrea Azzarito
Andrea Azzarito (Roma, 19 giugno 1954 – Roma, 16 ottobre 2004) è stato un attore italiano, attivo fino alla prima metà degli anni novanta.

## Biografia
Andrea Azzarito esordisce al cinema intorno alla seconda metà degli anni settanta in ruoli da generico caratterista, ma è solo nella prima metà degli anni ottanta che riesce a ottenere una lieve notorietà grazie al fatto di aver preso parte a commedie con attori noti del periodo, in particolar modo con Alberto Sordi e Lino Banfi.
Non potendo contare sul fascino, Andrea Azzarito viene scelto per interpretare ruoli di ragazzoni corpulenti, spesso impacciati; i suoi ruoli più importanti sono stati probabilmente quello di Carluccio in Occhio, malocchio, prezzemolo e finocchio e quello di Amerigo in Ricchi, ricchissimi... praticamente in mutande, entrambi con Lino Banfi protagonista.
Le sue ultime apparizioni risalgono al 1992 con il film Assolto per aver commesso il fatto e la fiction Un inviato molto speciale, dopodiché l'attore abbandona il mondo dello spettacolo.

## Filmografia

### Cinema
- Zio Adolfo in arte Führer, regia di Castellano e Pipolo (1978)
- Io tigro, tu tigri, egli tigra, regia di Giorgio Capitani (1978)
- Una vacanza bestiale, regia di Carlo Vanzina (1980)
- In viaggio con papà, regia di Alberto Sordi (1982)
- Grand Hotel Excelsior, regia di Castellano e Pipolo (1982)
- Ricchi, ricchissimi... praticamente in mutande, regia di Sergio Martino (1982)
- Giggi il bullo, regia di Marino Girolami (1982)
- Occhio, malocchio, prezzemolo e finocchio, regia di Sergio Martino (1983)
- Favoriti e vincenti, regia di Salvatore Maira (1983)
- Se tutto va bene siamo rovinati, regia di Sergio Martino (1984)
- Rimini Rimini, regia di Sergio Corbucci (1987)
- Ho vinto la lotteria di capodanno, regia di Neri Parenti (1989)
- Faccione, regia di Christian De Sica (1991)
- Assolto per aver commesso il fatto, regia di Alberto Sordi (1992)

### Televisione
- I ragazzi di celluloide 2, regia di Sergio Sollima – miniserie TV, un episodio (1981)
- Quattro storie di donne, regia di vari registi – miniserie TV, un episodio (1989)
- College – serie TV, episodi 1x07-1x10 (1990)
- Un inviato molto speciale – serie TV, 4 episodi (1992)

## Doppiatori italiani
- Marco Guadagno in Una vacanza bestiale
- Guido Cerniglia in Grand Hotel Excelsior
- Fabio Grossi in Occhio, malocchio, prezzemolo e finocchio
- Stefano Mondini in Ho vinto la lotteria di capodanno